# 왓어버거

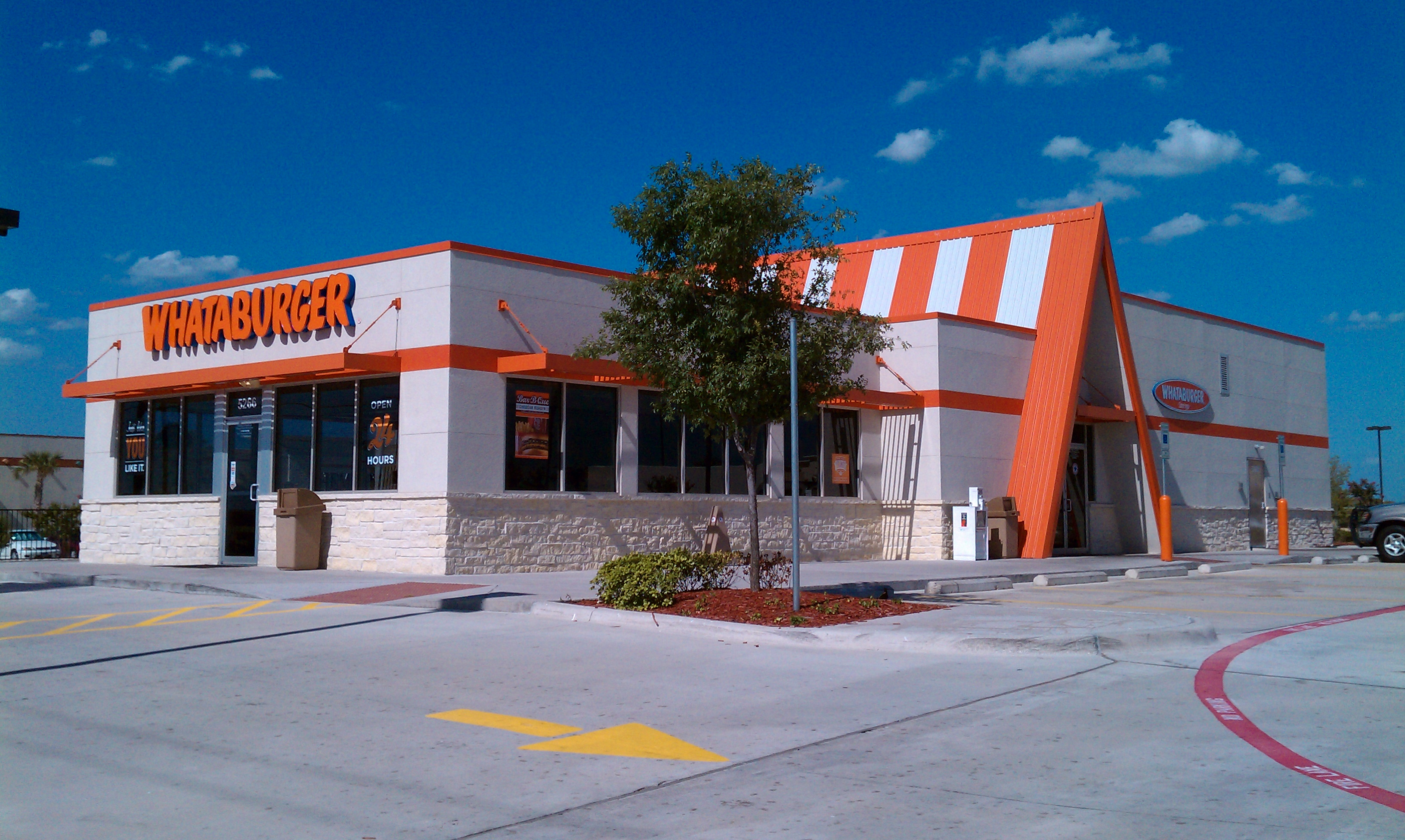
텍사스 주에 있는 왓어버거 체인점

왓어버거(Whataburger)는 미국 텍사스주 샌안토니오를 본거지로 하는 프랜차이즈 햄버거 전문점이다. 왓어버거는 1950년에 하몬 더브손(Harmon Dobson)에 의해 창립되었으며 미국에 약 700개의 점포를 가지고 있다. 왓어버거의 첫 번째 연쇄점은 텍사스 주의 코퍼스 크리스티에서 1950년 8월 8일에 오픈되었다.